# 佳能 EOS M5
佳能 EOS M5是佳能所推出的一款無反光鏡可換鏡頭相機，是以佳能 EOS M3為基礎加上內置電子觀景器(Electronic Viewfinder)及配上雙像素CMOS自動對焦(Dual Pixel CMOS Auto Focus)的無反相機，於2016年9月15日正式發佈，至11月則正式全球發售。以佳能品牌的無反相機而言，M5擁有極高端的配置，佳能更將原先用於全畫幅數碼單鏡反光相機的圖像處理器移植到M5上，使M5成為佳能旗下無反相機的新一代旗艦機。

## 主要規格
- 佳能 EF-M 鏡頭接環.
- 2,420萬像素 APS-C CMOS 感應器. (與Canon EOS 80D 相同感應器).
- ISO 100 – 25600.
- 雙像素 CMOS 自動對焦.
- 3.2吋162萬點像素可上下翻動觸控式螢幕.
- 0.39吋236萬點電子觀景器.(EOS M5為佳能首款內置電子觀景器的無反相機).
- DIGIC 7 數碼影像處理器.